# (11041) Fechner
(11041) Fechner ist ein Asteroid des Hauptgürtels, der am 26. September 1989 vom belgischen Astronomen Eric Walter Elst am La-Silla-Observatorium (IAU-Code 809) der Europäischen Südsternwarte in Chile entdeckt wurde.
Der Asteroid wurde am 23. Mai 2000 nach dem deutschen Physiker und Natur-Philosophen Gustav Theodor Fechner benannt, der einer der wichtigsten Vertreter einer panpsychistischen Weltanschauung ist und gemeinsam mit Ernst Heinrich Weber zu den Begründern der Psychophysik gehört.